# Francesc Masriera i Manovens
Francesc Masriera i Manovens   (Barcelona, 21 d'octubre de 1842 - Barcelona, 15 de març de 1902) fou pintor, escriptor i orfebre. Amb un gran coneixement de l'ofici de l'argenteria, va desenvolupar també una sòlida formació en pintura. Cultivà el gènere del retrat i la pintura anecdòtica, testimoni de la vida i els costums de la burgesia barcelonina de l'època, que el van fer mereixedor d'un gran reconeixement social.

## Biografia
Fill de Josep Masriera i Vidal, natural de Sant Andreu de Llavaneres, i d'Eulàlia Manovens i Roldós, i germà de Josep Masriera i Manovens i Frederic Masriera i Manovens; i de dues germanes, Dolors i Elisa, Francesc Masriera va néixer en el si d'una nissaga familiar d'artistes, que malgrat els seus orígens argenters, es va anar diversificant al llarg de diverses generacions en la pintura, el dibuix, la música, l'arquitectura, la creació literària, la història, l'escenografia i l'orfebreria.
El seu germà Josep es va convertir en una figura rellevant en el camp de la pintura de paisatge; mentre que Francesc de la pintura anecdòtica en voga entre la burgesia barcelonina d'aquells anys. Frederic, en canvi, va ser un dels protagonistes principals de les arts industrials d'aquell moment, fundant les Indústries Artístiques de Francesc Vidal i Cia. i la Foneria Masriera i Campins. Els tres van ser historiadors de l'art, acadèmics i escrigueren llibres i opuscles.
El juny de 1870 contragué matrimoni a la catedral de Girona amb Maria Josefa Ferrer i Fontanet, amb qui no va tenir fills. Ella havia estat la seva model, professió per la qual no va satisfer a la família del pintor.
El 1871 establí la seva casa i estudi de pintor al carrer de Cotoners, número 14 de Barcelona; i després es traslladà dos cops més, al carrer Bruc el 1875 i a l'avinguda de les Corts, número 311, el 1888.
Francesc Masriera, malgrat els seus orígens i la seva vinculació al món de la joieria, esdevingué un dels pintors i retratistes més destacats de la societat barcelonina de l'època; i mostra d'això és el fet que, en morir, nombrosos artistes i crítics d'art fessin menció a l'artista i referència a la seva producció, però només destacant la seva obra pictòrica.

### Formació
Francesc Masriera va viure els primers anys de formació artística en el taller del seu pare. Podria haver entrat al taller al voltant de l'any 1855, quan tenia 13 anys; però també s'ha apuntat que en aquesta edat es traslladà a Ginebra amb Josep Pelegrí Clariana (gravador de la joieria Masriera) per estudiar a l'Escola de Belles Arts la tècnica de la pintura sobre esmalt, que després introduí a Barcelona com una gran novetat a l'època; i que el 1856 gaudí de l'oportunitat de residir un temps a París i tornà a Ginebra.
Els tallers familiars dels Masriera varen estar situats als carrers Vigatans, Ferran i Bailèn, un entorn privilegiat social, cultural i artísticament, ja que en els dos primers s'hi establien els comerços de major categoria a la Ciutat Comtal, on acudien la burgesia barcelonina i els impulsos empresarials més nous; a més a més, en aquests carrers també estaven situats els de Francesc Vidal, Josep Vilaseca, Gaspar Homar, Lluís Rigalt, Rossend Nobas i Josep Reynés, per exemple. Per tant, era un nucli d'artistes, intel·lectuals, industrials i empresaris interessats en el progrés i la modernitat.
El 1857 Francesc i el seu germà Josep ingressaren a l'acadèmia de Josep Serra i Porson, pintor realista d'un gran anecdotisme, professor de la Llotja i capdavanter d'un dels corrents artístics catalans més destacats d'aquells anys. A diferència del seu germà Josep, però, manca documentació que verifiqui el seu ingrés a l'Escola de Belles Arts de Barcelona, tot i que hi ha autors que confirmen el seu estudi de dibuix i pintura a la Llotja. També hi ha un grup d'historiadors que consideren la seva formació pictòrica a través de la via de l'autodidactisme, gràcies a l'ofici d'esmaltador en l'obrador familiar.
El 1860 se celebrà a Barcelona l'Exposició Industrial i Artística de Productes del Principat de Catalunya, màxim exponent del procés industrialitzador de Catalunya; i en la secció d'argenteria es varen mostrar un gran nombre de peces d'ornament personal i servei domèstic, algunes d'elles del seu pare, Josep Masriera i Vidal, que sobresortí notablement per damunt dels altres expositors del seu camp per la qualitat de les seves obres i l'ús de la màquina de guilloixar, pràcticament desconeguda a Espanya.
El 1871 obrí el seu estudi particular i establí el seu domicili al carrer dels Cotoners, número 14. En aquest any es podrien establir els orígens pictòrics de l'artista, amb la seva participació en l'Exposició General Catalana. Durant l'agost de 1872 tornà tot sol a París, on establí contactes amb els marxants Adolphe Goupil i Fréderic Reitlinger.
El 1875 obrí el seu nou estudi en un palauet del carrer de Bruc, a prop de la Gran Via. El 1879 es traslladà a Granada i conegué a Eduardo de Carondelet y Dato, duc de Bailèn.
El 1882 Francesc i el seu germà Josep ingressaren a la Societat Artístico-Arqueològica de Barcelona per la seva condició d'argenters i pintors. La seva pertinença a nombroses acadèmies i organismes públics i privats demostra la consideració de la qual gaudien a Barcelona i altres ciutats espanyoles.
El 1901 la societat Masriera Hermanos establí relacions amb empreses franceses i suïsses del ram de la joieria, col·laboració per la qual pogueren introduir les novetats internacionals que s'esdevenien en aquest camp a principis de segle.
Aquesta doble vessant d'orfebres i pintors els atorgà una dimensió estilística i formal molt més àmplia que la del seu pare, format en la línia dels gremis tradicionals.
Francesc Masriera morí de pneumònia el 15 de març de 1802, en el seu domicili del Passeig de Gràcia de Barcelona.

### Viatges
Els viatges a l'estranger els van facilitar la formació en les dues disciplines, motivats per un horitzó professional molt més obert i d'acord amb el gust europeu. Tenien interès per adquirir els coneixements tècnics més avançats d'Europa i aplicar-los en les seves indústries per fer progressar l'art industrial del seu propi país.
L'octubre de 1862 viatjà a París i a Londres acompanyat pel seu germà Josep. A Londres visitaren l'Exposició Universal, en la qual es mostraren múltiples exemples de la renovació que s'estava duent a terme en el camp de les arts industrials, derivada dels preceptes teòrics i pràctics del moviment de les Arts & Crafts per a la reforma de les arts aplicades i la renovació del món artesanal, basant-se en la valoració del dissenyador i la no segregació de l'objecte industrial. Aquest fet va cavar fons en l'esperit dels Masriera i es va demostrar en la seva producció, realitzada en el marc de la Barcelona vuitcentista.
El juliol de 1865 repetiren el viatge amb Leopold Roca i van tenir l'oportunitat de conèixer el taller d'Alexandre Cabanel. Aquest fet també ha estat discutit perquè no existeix documentació al respecte, pel que es podria tractar d'una visita puntual de caràcter anecdòtic que no hauria tingut una repercussió decisiva en la seva formació pictòrica.
El 1867 s'instal·laren altre cop a París per conèixer les tècniques per treballar les pedres fines i acompanyaren al seu pare a l'Exposició Universal. El juliol d'aquell mateix any se'l situa a Milà i Roma.
Alguns autors defensen que cap a 1870 va fer el viatge a Ginebra per aprendre la tècnica de la pintura en esmalt, probablement al taller Dufaux, amb Mariano Tamburini, operari dels tallers Masriera, i que llavors va ser quan introduïren aquesta tècnica a Barcelona, on esdevingué una veritable novetat en aquell moment.

## Obra

### Pintura

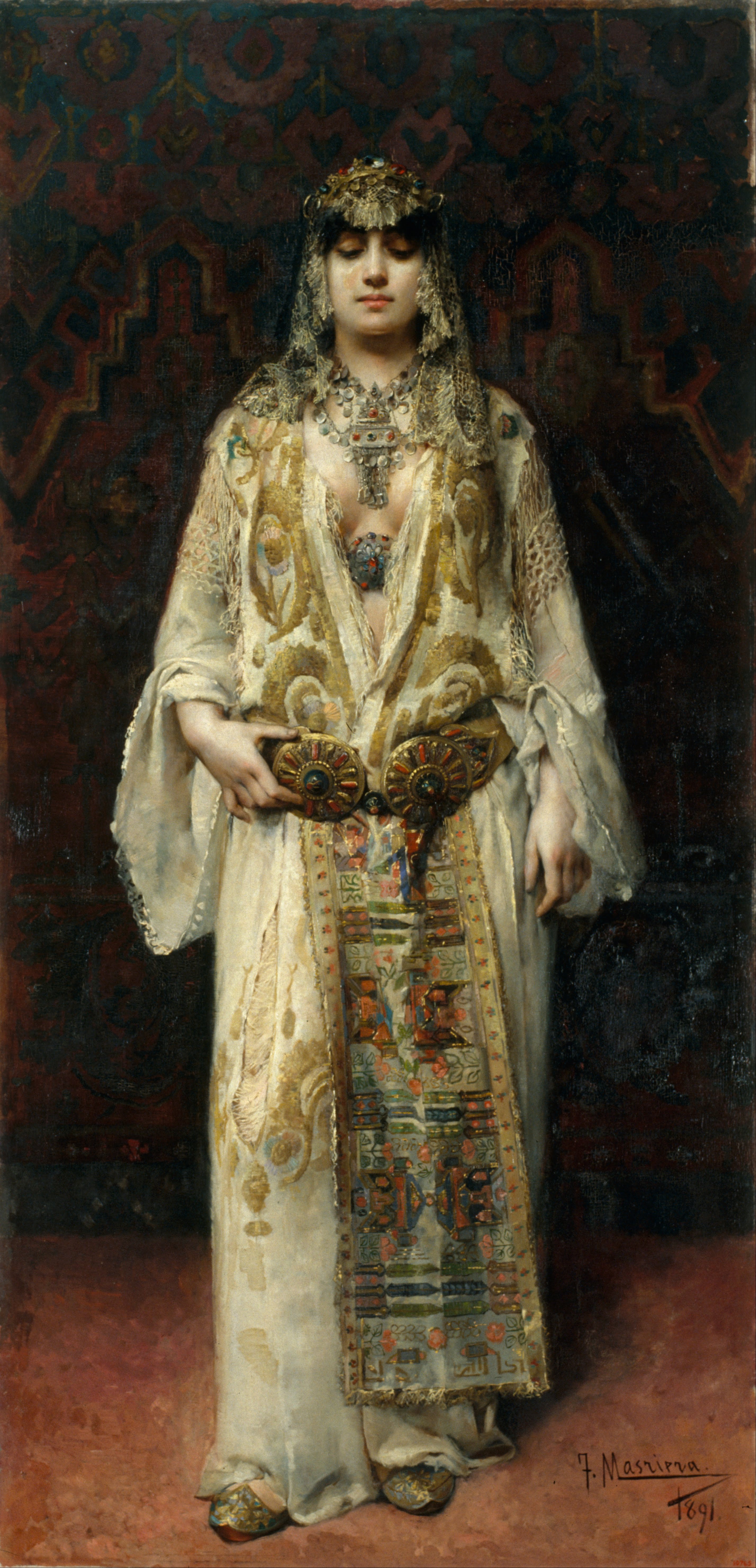
En presència del senyor (1891), obra de Francesc Masriera exposada al MNAC de Barcelona.

La contribució de Francesc Masriera a la història de la pintura catalana s'hauria de valorar com una manifestació d'un fenomen d'època, caracteritzat per una amalgama de tendències finiseculars que convergeixen en diferents períodes del seu periple creatiu i dibuixen un perfil artístic d'un ample espectre visual.
En trets generals, la seva obra està condicionada a una estètica ja superada per alguns artistes que treballaven en el panorama artístic europeu. Aquesta estètica, encara lligada a la pintura decimonònica, comportava una supeditació de l'artista a les exigències del client, però a Masriera li assegurà l'èxit comercial i social.
La temàtica de la seva obra alternà l'africanisme, la pintura de gènere i el retrat. Un dels elements més singulars de la seva estètica és l'existència d'una rica cultura figurativa, assimilada per la via del coneixement visual directe, gràcies als seus nombrosos viatges artístics, principalment a París, en les exposicions internacionals i salons on entrà en contacte amb diverses propostes temàtiques i figuratives.
En les pintures de Francesc Masriera podem reconèixer la presència d'un cosmopolitisme visual de signe eclèctic; amb una especial influència de Marià Fortuny en el seu orientalisme i africanisme. Les escenes realistes revestides d'una visió de costumisme social tenen el seu referent en el pintor belga Alfred Stevens, la riquesa ornamental de les seves obres es deu també a la tradició pictòrica artística de figures com Ernest Meissonier; i s'ha de fer especial menció a Antoni Caba, principal representant de la temàtica retratística catalana de l'època. Pel que fa a la temàtica orientalista, va ser conreada per artistes com Benjamin Constant i la visió nord-africana per Emile Vernet-Leconte.
També va tenir un paper fonamental la consulta d'imatges gravades de les principals revistes artístiques europees.
L'activitat pictòrica de Masriera es desenvolupà i localitzà gairebé íntegrament a Barcelona, pel que el cosmopolitisme i l'ambientació parisenca que podem reconèixer en les pintures de Francesc Miralles i Galaup i Romà Ribera, en el seu cas són només cites o préstecs figuratius, degut a la seva situació en la perifèria provincial, que era el cas de Barcelona, davant de la importància d'un centre metropolità avantguardista com el de París.
Les seves composicions, en general, causen una impressió molt satisfactòria. En les seves obres podem observar la recreació d'escenaris sumptuosos, salons prototípics de les cases de la seva clientela burgesa, plens de detalls preciosistes, a la recerca de sensacions agradables en l'espectador. A més mostra un gran domini de les gammes cromàtiques, a les que dona gran intensitat i brillantor a partir de l'ús dels colors primaris i tonalitats que s'unifiquen de manera harmònica.
La seva obra mostra un mètode de treball pacient i meticulós, realitzant minuciosament, fins i tot, els detalls més insignificants de l'escena. Té un gran interès a reflectir la incidència de la llum en petits detalls, com les pedres precioses, per evocar efectes visuals i estètics que creïn reflexos preciosistes i enlluernin la visió.
En el cas dels retrats, es caracteritza pel realisme que atorga als rostres i la seva elegància. En els retrats de la seva família i amics els resultats són més espontanis, amb posicions molt més naturals.
Pel que fa a la temàtica de la dona, omnipresent quasi en tota la producció pictòrica de l'artista, cal remarcar el tractament acadèmic que en fa del cos, en les carnacions i les postures, en quadres de caràcter orientalista com les Odalisques i Salomé (1888).
A Catalunya es poden trobar obres d'aquest artista tant al MNAC com també a la Biblioteca Museu Víctor Balaguer.

#### Inicis

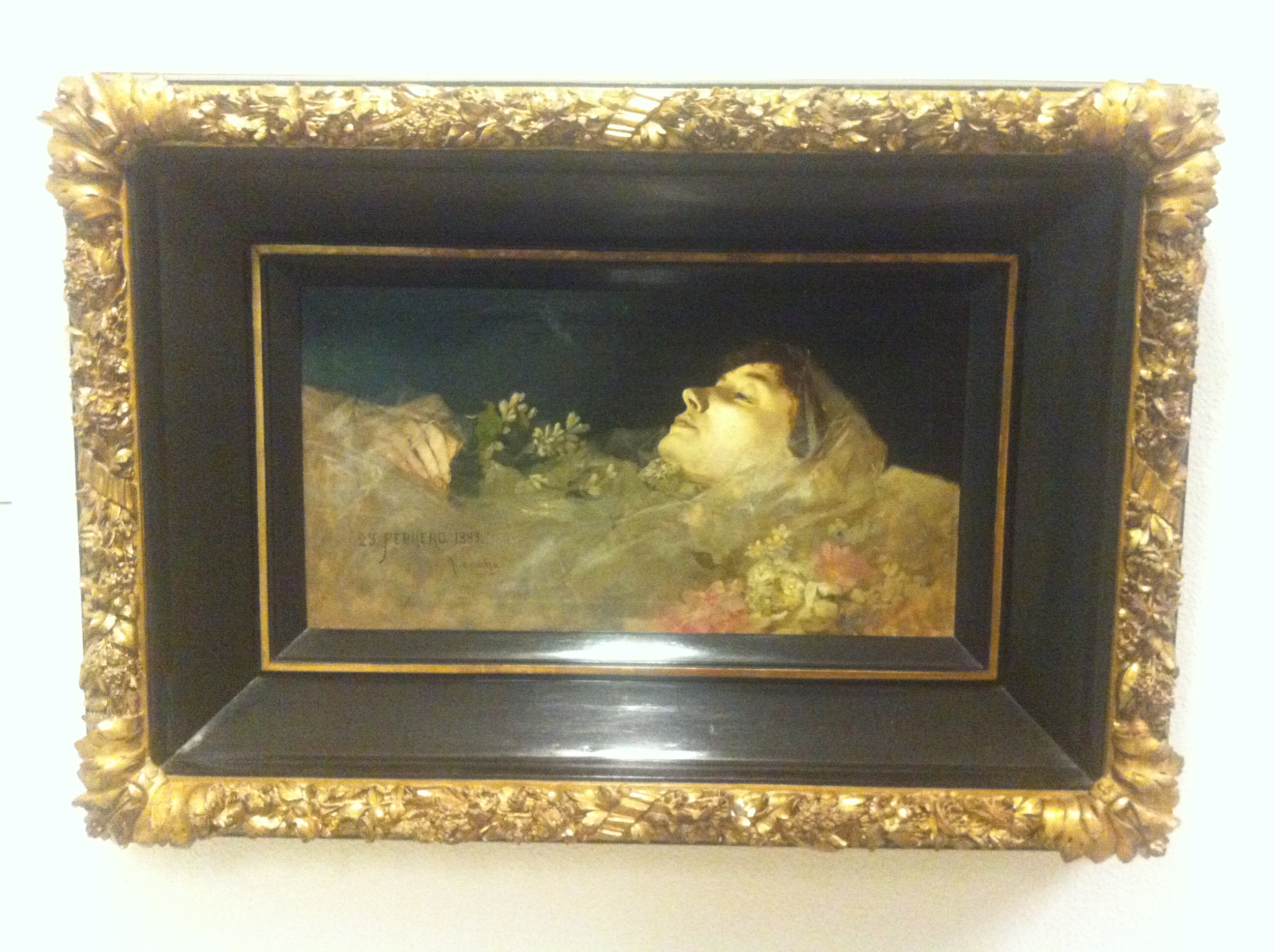
Retrat de la difunta Elisa Masriera, Museu de l'Empordà

Les seves obres primerenques són pintures de caràcter acadèmic, amb poca aportació personal. Alguns dels primers quadres foren el Retrat de Dolors Masriera i Manovens (1874, col. particular) i Dama estirada (1877, loc. desconeguda). En la majoria d'obres d'aquest període l'artista només s'interessa per aconseguir, per mitjà d'una tècnica correcta, el màxim realisme sobre l'aparença exterior del personatge, potser per exigència del comitent o pel fet de ser retrats pintats a partir de fotografies.
Feia ús d'un repertori visual de signe convencional en la retratística tardoromàntica, seguint com a model les obres de Federico Madrazo i altres mestres catalans inscrits en aquest moviment artístic, com Claudi Lorenzale i Joaquim Espalter. Segons Lluís Masriera Francesc admirava l'obra de Peter Paul Rubens i Tiziano Vecellio; i entre els seus contemporanis a Marià Fortuny, Eduardo Rosales i Edouard Manet.
El Retrat d'Elisa Masriera (1874, col. particular), ja desprèn el seu gust pel detall preciosista en les mànigues del vestit, però que en una etapa posterior desenvoluparà de manera molt més exagerada en les seves composicions.

#### Maduresa artística: 1877-1890
En aquesta nova etapa l'artista aportà múltiples solucions estilístiques, tècniques i formals personals i innovadores a la Barcelona de l'últim quart del segle xix.
L'any 1877 va representar un punt d'inflexió en la seva trajectòria artística, ja que semblà adscriure's plenament a l'exercici de l'activitat pictòrica. En obres com Ensenyant l'aixovar(1877) demostra l'eclosió d'un llenguatge visual on la narració temàtica és un pretext per recrear la seva realitat d'una manera preciosista i artificiosa. Potencià a més els valors plàstics de la llum i del color que creaven un efecte visual d'ostentació sumptuosa.
El mes de desembre de 1877 la Sala Parés exhibí obres d'artistes catalans destinades a participar en l'Exposició de Belles Arts de Madrid el 1878. Masriera en va presentar L'esclava i una Odalisca.
A Madrid la peça L'esclava va obtenir el reconeixement del jurat i va ser premiat amb una medalla de segona classe. La temàtica orientalista tenia una limitada presència en aquest certamen i la pintura d'història era la que predominava per damunt de la resta. Aquell mateix any la pintura va participar en l'Exposició Universal de París, però sense gaire ressò.
Aquest primer acostament a la temàtica orientalista es convertirà poc després en constant al llarg de la seva producció pictòrica, en la qual es buscava evocar un univers sensual i ensomniador.
Pel que fa al retrat, a partir de la dècada dels 80 l'artista plasmà el subjecte de l'obra més enllà del realisme dels inicis. Pretenia captar els valors plàstics per damunt de l'interès fisonòmic per tal d'aconseguir més expressivitat; i amb els jocs de llum destacava els elements que incidien en la psicologia del personatge, sense renunciar al virtuosisme tècnic. Aquestes característiques es poden observar en retrats com el de Tocant el llaüt (1979, col. part.), Francesc Vicenç Garcia (1882, Acadèmia de Bones Lletres) i Anciana (1886, loc. desconeguda).
La influència de l'escola espanyola a París, deguda als seus nombrosos viatges a la capital francesa, es denotà en retrats com els d'Elisa Masriera (1881, col. part.), Camila Fabra amb indumentària grega (1888, MNAC) i Reina Regent Maria Cristina amb el seu fill Alfons XIII (1892, Sala de plens de l'Ajuntament de Barcelona). Es tracta d'obres d'encàrrec, amb un destí figuratiu, en les que vol representar amb tota fidelitat els trets dels personatges, però presentant-ho amb subtilesa i elegància en les pinzellades, el cromatisme i la construcció de volums i vestits, que aporta un resultat molt harmònic al conjunt. Aquests detalls demostren haver assolit una gran experiència com artista.

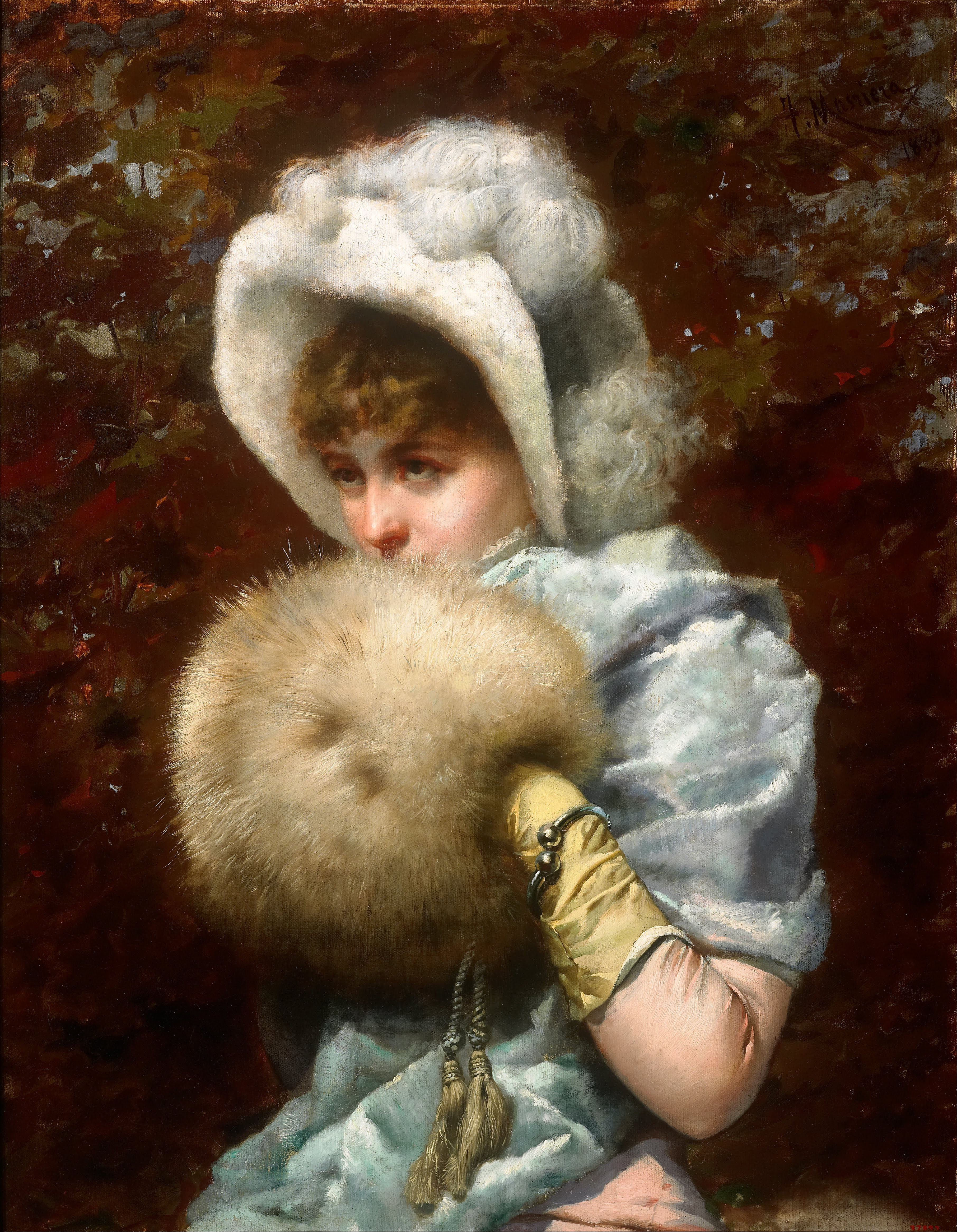
Hivern del 1882 (1882), obra de Francesc Masriera exposada al MNAC de Barcelona.

Malgrat això, en el cas del Retrat de la Reina Regent es tractava d'un encàrrec de l'Ajuntament i s'havia d'adaptar a uns formalismes preestablerts pels retrats oficials.
En aquesta etapa també creà obres com Hivern del 1882 (1882, MNAC), Carnaval (1880-1900, Col. Garcia Fores) o La Viuda (1885, col. part.) en les quals, encara que es tracta de retrats, el tema és una excusa per realitzar innovacions pictòriques, convertint-se quasi en obres de gènere, per la seva recreació tècnica i estilística, molt emparentada amb les solucions de Raimundo de Madrazo i Alfred Stevens. La pinzellada esdevé una taca solta i exquisida, amb detallisme minuciós, transparències i un caràcter intimista i elegant propi de tota la seva producció.
En la dècada dels 80 existeix una presència intermitent de motius japonesos (ocells, ornamentacions vegetals, paravents i ventalls de paper), que de manera decorativa ocupen un lloc destacat en algunes de les seves pintures de gènere, molt similars tècnicament i formalment a obres com Hivern. En els llenços Les Eaux Bonnes (1881, col. part.), Abans del ball i Després del ball (1886, MNAC), Francesc utilitza aquest exotisme oriental, que acontentava les expectatives del públic més exigent, per anar afegint a poc a poc la sensualitat del cos nu femení que es podia observar a París, com es pot observar en l'Al·legoria de l'estiu (1888, Museu Palau Mercader) i Jove amb pai-pai (1894, Museu del Prado).
En les seves recreacions dels estudis de pintor també mostra elements ornamentals de gust orientalitzant que pertanyien als germans Masriera, com en L'estudi del pintor (1878, Museo de San Telmo, Sant Sebastià).

#### Darrera etapa: 1891-1902
A partir del 1891 podem observar un canvi temàtic i una nova orientació estètica en l'obra del darrer període de la seva producció. Aquest canvi és degut a una tendència general en el camp de la pintura i l'escultura a incorporar les influències simbolistes del grup de pintors modernistes conegut com el Cercle Artístic de Sant Lluc. Aquesta tendència ja es pot observar en les obres presentades a la primera Exposició General de Belles Arts de Barcelona, de l'any 1891, com La Penitent i Resignació i esperança.
Aquestes obres mostren una acusada austeritat de mitjans que les converteixen en episodis pictòrics atípics en la seva producció, ja que malgrat això, Francesc seguí mantenint els seus esquemes visuals convencionals. L'experimentació de nous temes figuratius només li era possible gràcies al marc d'un certamen públic, ja que li oferia un llibertat d'actuació que no tenia en els encàrrecs de la seva clientela burgesa.
L'obra La Penitent va ser reconeguda pel Jurat i va ser adquirida per al Museu de Belles Arts de Barcelona. La temàtica de Maria Magdalena i la seva conversió encarnava els valors de la pietat religiosa tradicional; però la llarga cabellera i la sensualitat que desprèn són aspectes visuals propis de l'escenari de decadentisme de la fi de segle.
A partir del 1896 també podem observar que la producció de Francesc Masriera inicià un contacte amb els ismes més moderns.
Bellesa i art o Ociositat laboriosa (1899, loc. desconeguda) és la mostra d'aquest contacte amb la modernitat, reuneix totes les característiques de l'estètica de l'Orient llunyà, resultant un muntatge escènic o teatral.

### Joieria
La seva participació en el negoci familiar fou total, encara que silenciosa. Fins als darrers estudis sobre l'artista s'havia cregut que Francesc s'havia independitzat de la joieria des de molt jove per dedicar-se exclusivament a la pintura, però els documents familiars i els textos de la revista El Recuerdo, demostren que fins al final de la seva vida va estar compromès amb la joieria i l'empresa familiar.

#### José Masriera e Hijos
El novembre de 1865 Josep Masriera i Vidal constituí la societat José Masriera e hijo, ja que incorporà al negoci el seu fill primogènit, Josep. Quatre anys més tard la raó social canvià a José Masriera e Hijos, un cop s'incorporaren Francesc i Frederic. Els Masriera tingueren el seu taller establert al carrer Vigatans, núm. 4, des del 1840.
El 1872 es traslladaren al carrer Ferran VII, número 35, una de les vies més comercials de la ciutat. En aquell mateix carrer estava establerta la joieria de la família Carreras, família d'orfebres que es remuntava al darrer terç del segle xviii.
El nou establiment fou obra de l'arquitecte Rafael Guastavino en col·laboració amb un gran nombre d'artistes i industrials. La façana tenia un plafó central on s'anunciava "Fábrica de joyas / Pintura en esmalte", ja que l'empresa familiar es publicitava com "Joyeria i platería de J. Masriera e Hijos", especialitzada en pintura en esmalt de retrats, figures, flors, etc.
Els tres germans Masriera dirigiren el negoci i van col·laborar en el disseny i l'execució de les peces.
Durant els anys 70 a Catalunya seguia regint un gust eclèctic i historicista en la joieria artística, que recreava estils del passat, com el gòtic, el grec, el mossàrab i les tendències orientalitzants; i els àlbums de dibuixos conservats mostren com els dissenys de Josep i Francesc seguien aquest gust eclèctic.
Les joies de Francesc Masriera, així com les del seu germà, mostren una delicada execució. Donà una gran rellevància a les pedres precioses, sobretot els diamants en joies femenines com els fermalls, diademes, penjolls. També va introduir robins i safirs en les joies masculines, com les cadenes de rellotge, les agulles de corbata i els poms de bastó. Aquesta presència tan rellevant de pedreria preciosa la dècada dels 70 i els 80 es devia al descobriment dels jaciments de diamants a Sud-àfrica el 1875, fet que va omplir el mercat d'una gran quantitat d'aquestes pedres.
La temàtica de les joies femenines era fonamentalment floral i en les masculines prevalien temes animalístics, com els dracs i els ocells. Durant els anys 70 també podem observar la introducció del tema mecanicista, que prevaldrà en les joies masculines i femenines durant els anys 80, aquesta temàtica feia referència a motius ornamentals geometritzants i al·lusius a la indústria (rodes dentades, puntes, claus o cargols).
A partir del 1874 els Masriera esdevingueren capdavanters en el camp de la plateria commemorativa, molt sovint acompanyades d'aplicacions d'esmalt. Eren objectes-símbol de gust historicista, amb un cert acostament cap a les formes mecanicistes. Commemoraven accions memorables, en mostra de gratitud i reconeixement, per a caps o líders d'entitats polítiques i institucions civils i religioses. Podia tractar-se de medalles, espases, plaques o bastons de comandament. Els projectes realitzats per Josep i Francesc Masriera eren executats en col·laboració amb gravadors i escultors com Pau Vidal, Rossend Nobas o Manuel Fuxà. Cap altra casa del moment va comptar amb tants i tan notables col·laboradors. Algunes de les obres més destacades són les espases dels generals Serrano, Concha i Castillo i les plaques ofrenades als generals de la Restauració borbònica i als governadors.

#### Viuda de Masriera e Hijos

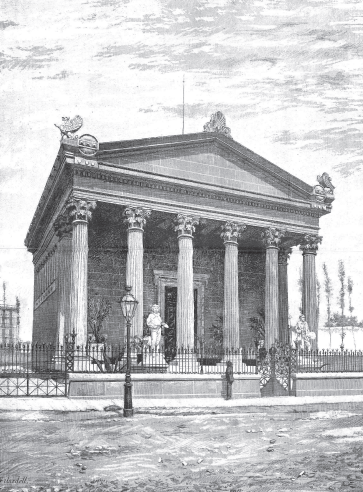
Estudi-Taller Masriera,obra de l'arquitecte Josep Vilaseca Casanovas, al carrer Bailèn, núm. 72, de Barcelona (Arxiu de Revistes Catalanes Antigues, de la Biblioteca Nacional de Catalunya)

El 30 de març de 1875 mor Josep Masriera i Vidal i la raó social passa a denominar-se Viuda de Masriera e Hijos. Josep Masriera i Manovens, el primogènit, va ser establert com l'hereu del taller i esdevingué el puntal de la casa Masriera, tant en l'àmbit professional com en el familiar.
Els Masriera treballaren per encàrrec per clients de renom, com la família Bonnemaison, els marquesos d'Alella o la marquesa de Santa Isabel; i per moltes entitats i corporacions, com la Diputació de Barcelona, l'Ajuntament de Reus, la Asociación Malagueña para la Enseñanza, pel que els encàrrecs els arribaven de tot Espanya i d'Amèrica del Sud. Llegint la correspondència comercial entre els clients i els Masriera es pot desprendre que els seus clients confiaven plenament en el seu bon gust alhora de realitzar el disseny i triar els materials; normalment només condicionaven el preu de la peça.
Entre 1882 i 1884 Josep i Francesc es van fer construir un estudi molt singular en el carrer Bailèn, número 72, ja que evocava el temple d'August que presidia el Mons Tàber, al bell mig de la Barcelona romana, obra de l'arquitecte Josep Vilaseca Casanovas. Aquest recinte és la mostra més excepcional d'un taller d'artista que va existir a la Barcelona de fi de segle. A l'entrada es van ubicar dues escultures realitzades per Josep Reynés, que representaven a Marià Fortuny i Eduardo Rosales, com a mostra d'homenatge i admiració cap als dos artistes. Es va inaugurar l'abril de 1884 i aplegà totes les col·leccions d'objectes artístics dels germans Masriera; esdevenint així un dels centres de referència de la vida artisticocultural barcelonina i mostra del gust bigarrat i eclèctic propi del moment. En aquest edifici la seva família i amics representaven obres de teatre.

#### Masriera Hermanos
El desembre de 1886 morí la seva mare Eulàlia Manovens, i la raó social es denominà Masriera Hermanos, però sense Frederic Masriera, que ja havia abandonat la societat el 1885.

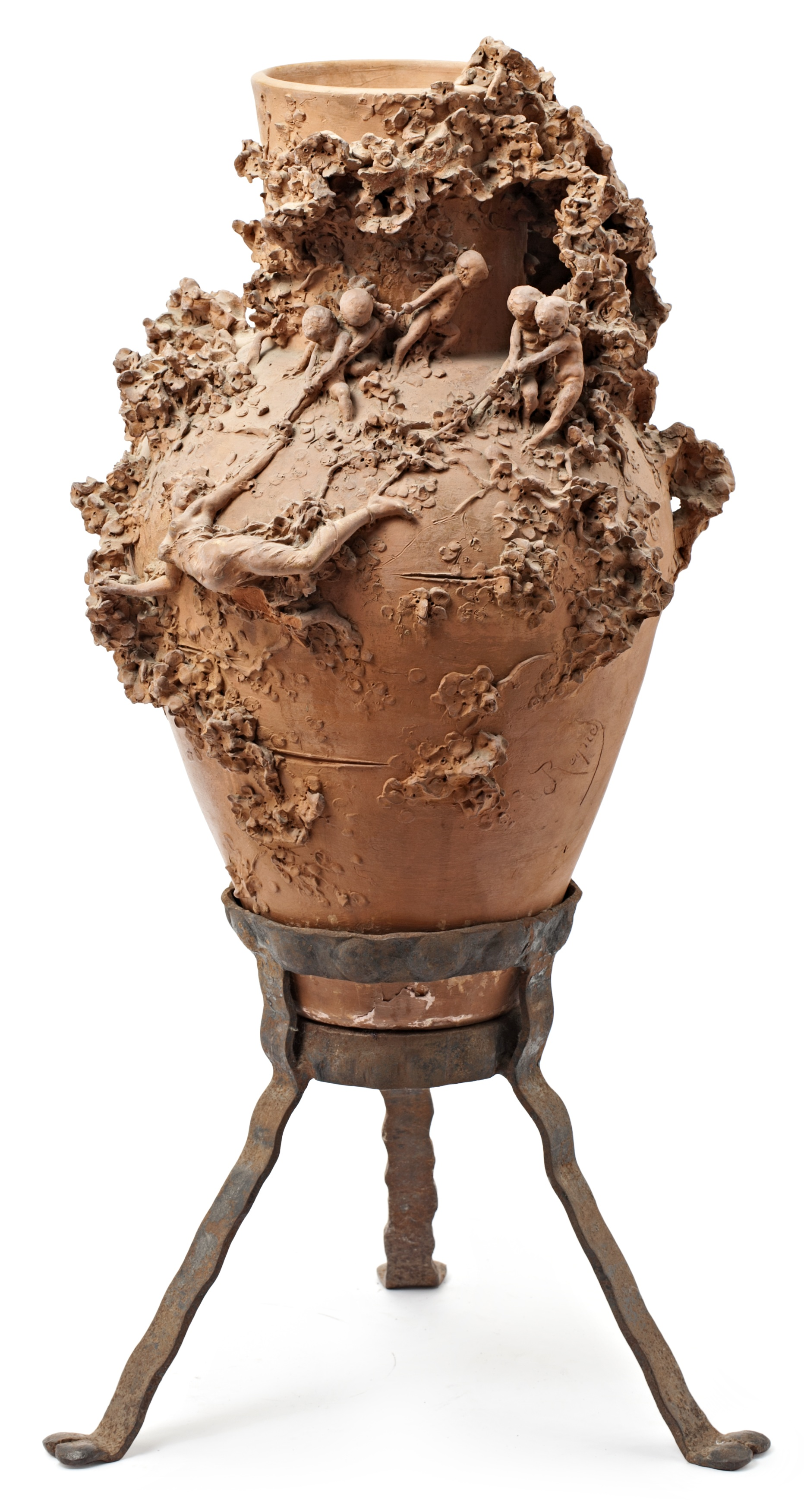
Gerro amb nimfa i amorets, circa 1888, dissenyat per Francesc Masriera, modelat per Josep Reynés i realitzat al taller Masriera. (Cortesia de Balcli's)

La seva participació en l'Exposició Universal de 1888 va ser mostra de l'èxit de la seva empresa, que competia amb Salvador Masriera i Vidal, els Fills de Francesc d'Assís Carreras, la Vídua i fills de Francesc Cabot i la de Manuel Belau. Després de la fortuna crítica artística, tècnica i social, i la medalla d'or obtinguda pel Gerro del Somni, de Francesc Masriera, en les exposicions universals de Barcelona, el 1888; i de París, el 1889; la casa Masriera esdevenia capdavantera en el seu ram. Produïen joies de tota mena, refinats esmalts pintats i notables peces d'orfebreria, encara d'un gust eclèctic, que mesclava estils com l'egipci, per exemple.
Segons Cirici Pellicer, entre el període de 1874 a 1890 l'estil de les joies Masriera juguen amb formes d'origen clàssic, rígides i punxants, amb reflexos islàmics procedents de la moda orientalista.
A partir de 1890 Lluís Masriera esdevingué el cap del taller. A partir de llavors la seva intenció fou distingir-se dels 140 tallers de joieria que hi havia a Barcelona en aquell moment, pel que va començar a estudiar com introduir l'esmalt translúcid treballat amb la tècnica del plique-à-jour en les seves peces i així recrear els efectes dels vitralls.
El 1895 l'empresa familiar Masriera Hermanos finalitzà les sacres, d'estil gòtic, per a la catedral de Barcelona, i una làmpada votiva, d'estil renaixement, per a la basílica de la Mercè.
L'últim encàrrec en el qual participà Francesc fou el juny de 1901, amb motiu del casament de l'industrial Lluís Guarro, pel qual realitzaren les joies dissenyades per Josep Llimona.

### Altres activitats
Als prolegòmens del romanticisme diversos nuclis d'intel·lectuals i artistes fundaren les seves pròpies revistes amb l'objectiu de plasmar-hi les seves vivències, interessos artístics i personals, com també les seves posicions sociopolítiques.
A Barcelona Francesc Masriera va escriure entre 1862 i 1872 en la revista setmanal titulada El recuerdo, juntament amb els seus dos germans, els gravadors del taller Josep Soler Maquem i Josep Pelegrí Clariana; i els seus amics, Diego Vega, el crític Francesc Miquel i Badia i l'escriptor Celestí Barallat i Falguera. L'objectiu de la revista era plasmar les vivències dels artistes, els seus interessos artístics i personals i les seves posicions sociopolítiques, dintre de l'esperit romàntic de l'època. Malgrat això, la revista era de caràcter privat i no va arribar a publicar-se mai.
Es tracta d'un manuscrit inèdit, ampli, plural, vehicle i signe cultural que ha de ser objecte d'estudi, interpretació, explicació i interrelació amb altres documents familiars o de l'època, per tant, és un camp d'investigació encara obert que es pot abordar des d'una àmplia pluralitat metodològica.
Francesc també va escriure obres de teatre i participava en totes les activitats familiars, incloses les representacions teatrals; i encara que el seu interès principal fou la pintura, cultivà durant tota la seva vida les altres vessants artístiques.

## Exposicions

### Pintura
En el període comprès entre els anys 1878 i 1898 Francesc Masriera va participar en deu exposicions nacionals de belles arts i tres d'internacionals, dues a París (1878 i 1889) i una a Barcelona (1888). En aquests certàmens públics arribà a presentar 40 pintures diferents.
Els seus inicis pictòrics s'estableixen l'any 1871, amb la seva participació en l'Exposició General Catalana o Exposició d'Agricultura, Indústria i Belles Arts, que va tenir lloc a la Universitat Central de Barcelona. Va presentar tres composicions de tema anecdòtic que prefiguraren la fortuna del gènere en el decurs de la seva densa trajectòria creativa.
En aquesta mostra va obtenir una medalla de bronze per la seva pintura a l'oli.
El 1877 participà en l'exposició inaugural de la Sala Parés de Barcelona, al costat d'artistes com Josep Reynés, Antoni Rigalt, Martí Alsina, Modest Urgell i Joaquim Vayreda, entre d'altres. Aquesta relació i col·laboració amb l'exposició d'obres amb la Sala Parés continuà regularment fins al 1901.
El gener de l'any 1878 Francesc va participar en l'Exposición Nacional de Bellas Artes de Madrid amb el quadre L'esclava, de temàtica orientalista, que considerà com la seva primera obra formal. Aquesta peça cridà fortament l'atenció del Jurat, essent-li adjudicada una medalla de segona classe; i posteriorment va ser adquirida pel rei Alfons XII, passant a la col·lecció del Palau Reial, convertit posteriorment en Museu d'Art Modern de Madrid. Aquest fet va ser un inici brillant per reafirmar-lo en la seva vocació com a pintor, esdevenint posteriorment un dels pintors i retratistes més valorat per la burgesia barcelonina de l'època.
Des de l'any 1887 fins al 1894 exposà regularment a la Galeria Bosch de Madrid, la Sala Parés i en el Saló Rovira de Barcelona fins al 1900.
El 1888 va exposar a l'Exposició Universal de Barcelona l'obra Hivern del 1882 (1882); i va ser premiat. En l'Exposició Universal de París de 1889 també va ser premiat amb una medalla de bronze en exposar un Retrat, Odalisca i un Exvot.
El 1891 participà amb el seu germà Josep a la I Exposició General de Belles Arts de Barcelona. Francesc presentà les obres En presència del senyor, La flor preferida, La penitent, Resignació i Esperança i un retrat. Els dos van ser guardonats amb el diploma d'honor. El 1894 va participar en la II exposició general amb La marxant de modes, Fatigada, La vigília de la comunió i La pubilla, guardonat amb un Diploma d'Honor.
El 1892 l'Ajuntament de Barcelona li encarregà el Retrat de la Reina Regent Maria Cristina d'Habsburg i del príncep Alfons.
El 1898 participà en la IV Exposició de Belles Arts de Barcelona amb Flor d'Espanya, Un èxit i Retrat de la meva dona, on va ser guardonat amb la medalla de primera classe.

### Joieria
Com a joier, sota la firma José Masriera e Hijos, participà per primera vegada amb el seu germà el 1868 a la Exposición Aragonesa de Saragossa, on obtingueren un premi.
El 1871 participaren en l'Exposició General Catalana de Barcelona, amb peces de joieria i orfebreria, i foren guardonats "por el buen gusto de sus objetos de plata y principalmente por sus esmaltes". En aquesta exposició també hi participaren com a pintors, per la qual varen rebre una medalla de bronze Francesc i el seu germà Josep.
L'any 1874 participaren en la Exposición Regional de las Provincias del Este, a Madrid, on obtingueren un gran èxit i van ser reconeguts per les peces de joieria, orfebreria i les d'esmalt. Guanyaren un premi de primera classe.
El 1877 van participar en la Manifestación de Productos Catalanes de Ciencias, Letras y Bellas Artes, Agricultura e Industria celebrada a la Universitat de Barcelona, sota la firma de Viuda Masriera e Hijos, en la secció d'Indústries Artístiques en ser orfebres i joiers, al costat de la família Carreras, els seus futurs socis.
L'Exposició Universal de 1888 fou clau, ja que significà el primer gran pas en la voluntat de modernitzar-se i europeïtzar-se a la ciutat de Barcelona. Masriera Hermanos va participar en l'exposició amb una sèrie de joies presentades dins d'una gran vitrina de fusta de gust mecanicista. La peça més rellevant era un gran gerro de plata i or cisellat i pedres precioses, projecte de Francesc Masriera, que després va ser batejat amb el nom de Gerro del Somni. El gerro es cobria amb una figura femenina nua que dorm plàcidament; i les cames i els peus de la qual són estirats per amorets, entremig de flors i fulles plenes de diamants que davallen fins a la base de la peça.
Aquesta mateixa peça va ser traslladada a l'Exposició Universal de París del 1889, on obtingueren una medalla de bronze i una de plata.